# High Roller (roda-gigante)
O High Roller é uma roda-gigante de 167 metros de altura e 158,5 metros de diâmetro, situada na Las Vegas Strip em Paradise, Nevada, Estados Unidos. Pertencente e operado pela Caesars Entertainment Corporation, foi aberto ao público em 31 de março de 2014 e atualmente é a roda-gigante mais alta do mundo.  A estrutura é 2,7 metros  mais alto que seu antecessor, o Singapore Flyer de 165 metros, que detinha o recorde desde 2008.

## Design

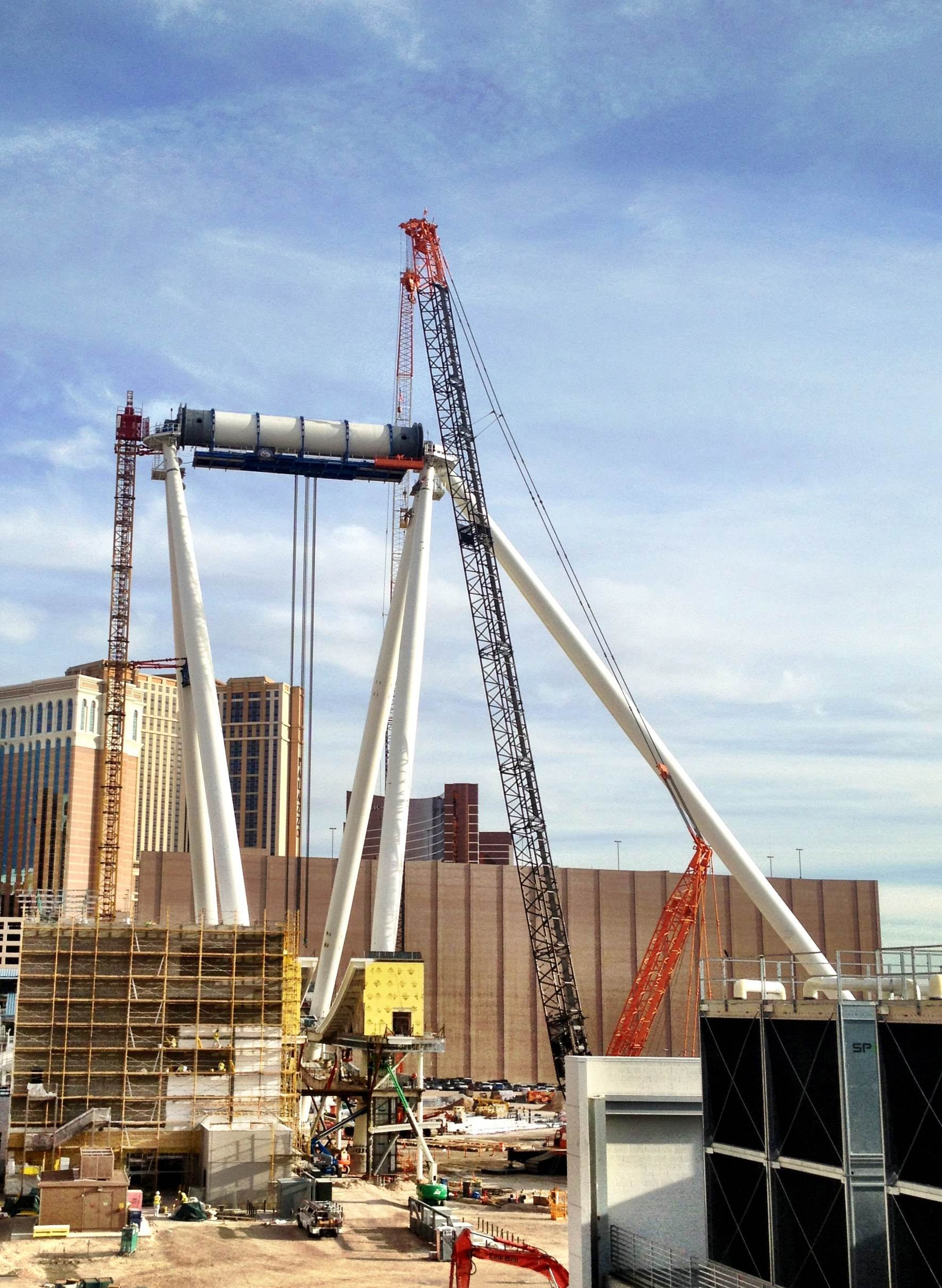
Roda gigante de Las Vegas em construção em Março de 2013

O High Roller foi anunciado em agosto de 2011 como peça central do The LINQ de US $ 550 milhões da Caesars Entertainment Corporation. A Arup Engineering, que anteriormente consultou o Singapore Flyer, atuou como engenheira estrutural.
A roda gira em um par de rolamentos autocompensadores de rolos personalizados, cada um pesando aproximadamente 9 toneladas. Cada rolamento possui um diâmetro externo de 2,30 m  e uma largura de 63 cm
A borda externa compreende 28 seções, cada uma com 17 m comprimento, que foram temporariamente mantidos no lugar durante a construção por um par de 84 m de  suportes radiais, antes de serem fixados permanentemente por quatro cabos.
As cabines de passageiros (ou cápsulas) são montadas no aro externo da roda e são rotacionadas individualmente por motores elétricos para manter suavemente o piso horizontal da cabine ao longo de cada rotação completa. Projetos preliminares antecipavam 32 cabines de passageiros, cada uma com capacidade para 40 passageiros — com o design final acomodando 28 cabines para 40 pessoas e uma capacidade total de 1.120 passageiros.
Cada cabine tem 21 m² e pesa aproximadamente 20 000 kg, tem um diâmetro de 6,7 m, inclui 28 m² de vidro e está equipada com oito TVs de tela plana.
À noite, a roda-gigante é iluminada por um sistema de 2.000 LEDs que pode exibir uma única cor sólida, seções de cores diferentes, várias cores se movendo ao redor do aro e displays personalizados para eventos especiais e feriados.

## Construção
Localizada no Las Vegas Boulevard, em frente ao Caesars Palace, construção estava originalmente programada para começar em setembro de 2011, com finalização em 2013; posteriormente revisado para o início de 2014.
A borda externa da roda foi concluída em 9 de setembro de 2013. A primeira cabine de passageiros foi entregue e instalada em novembro de 2013 e a cabine final foi instalada no mês seguinte.
Após testes preliminares, o sistema de iluminação do High Roller foi iluminado ao pôr do sol em 28 de fevereiro de 2014.
High Roller foi aberto ao público às 16h EST em 31 de março de 2014.

## Maior roda-gigante do mundo
O Ain Dubai, nos Emirados Árabes Unidos é mais alta que o High Roller.
O Ain Dubai, de 250 metros de altura, foi anunciado em fevereiro de 2013, com a construção iniciada em junho de 2013 e finalizada em 2015. A construção finalmente começou quase dois anos atrasada em maio de 2015. A montagem da principal estrutura de apoio foi concluída em 2016. Atrasos adicionais levaram a inauguração da estrutura para 21 de outubro de 2021, coincidindo com a Expo 2020.

## Galeria

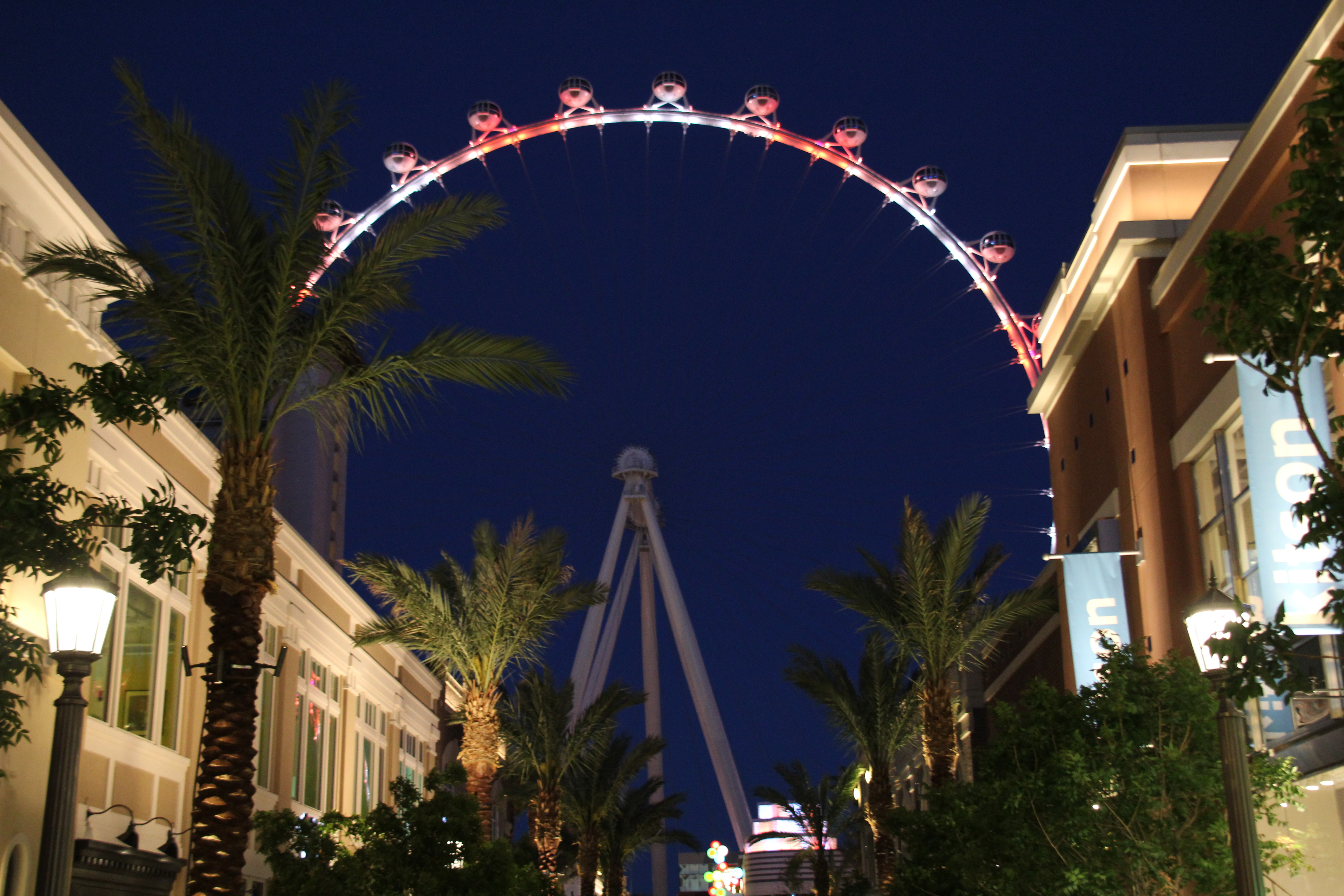
Vista do High Roller do Linq em 2014
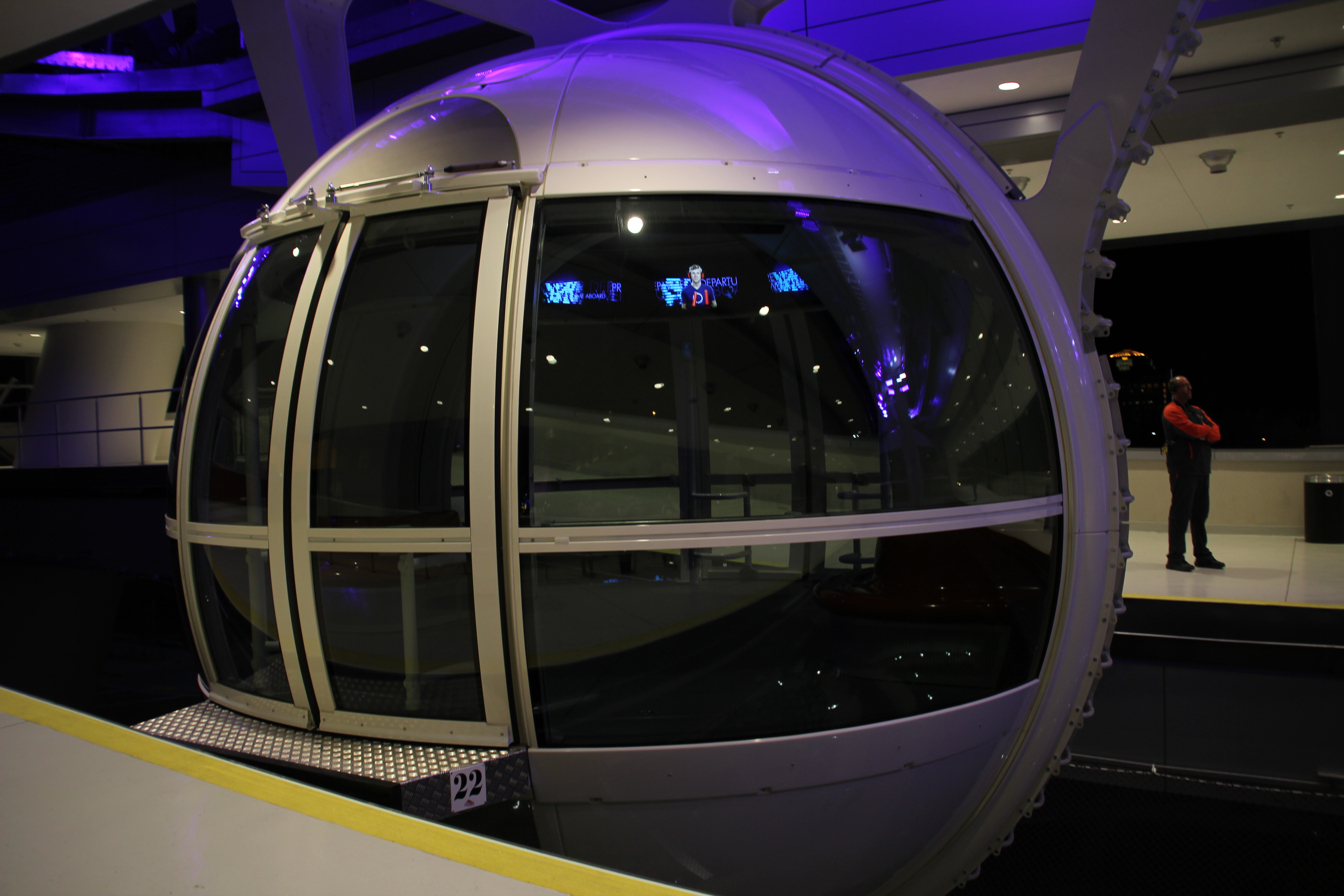
Uma das 28 cabines em 2014
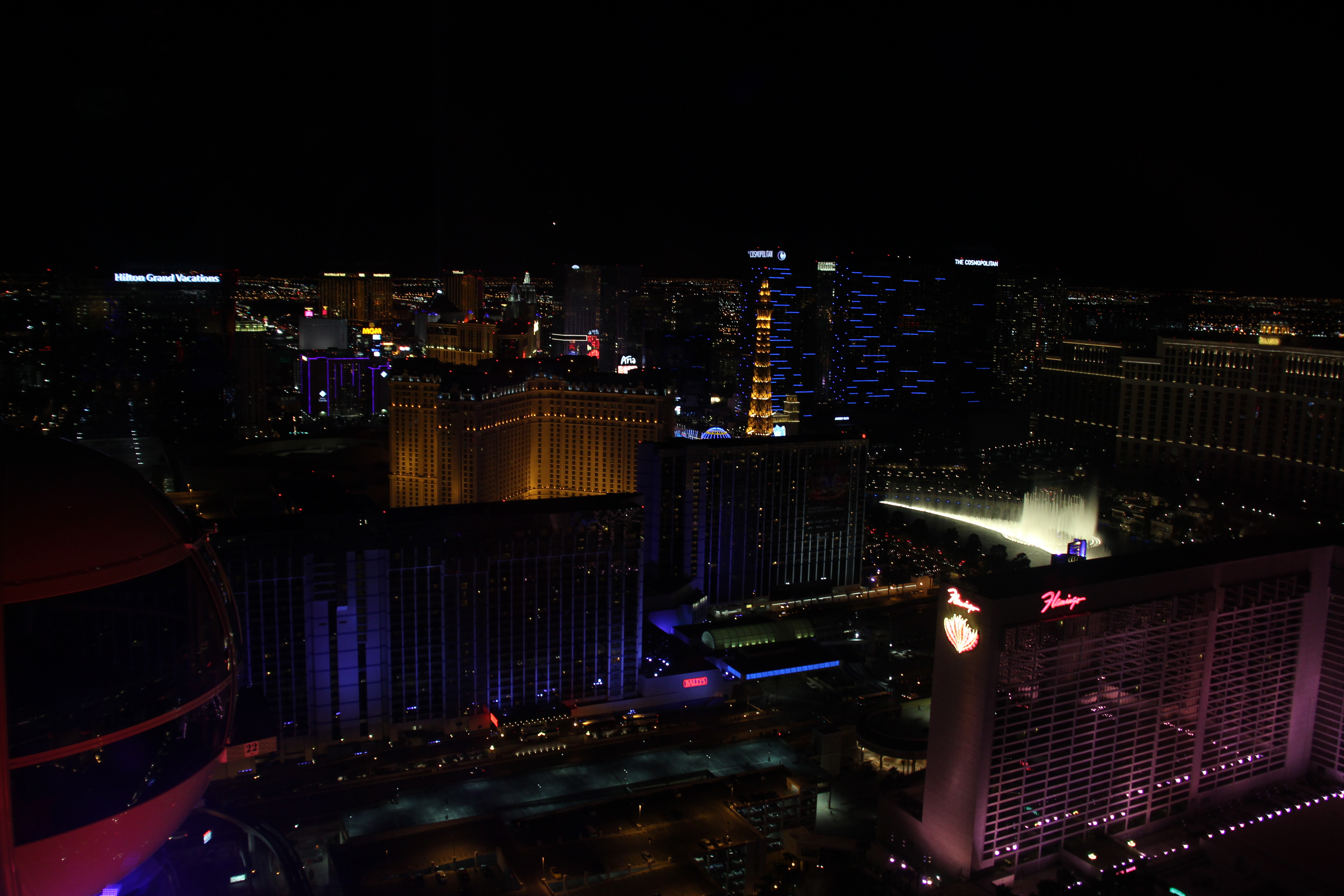
Las Vegas Strip vista do High Roller em 2014
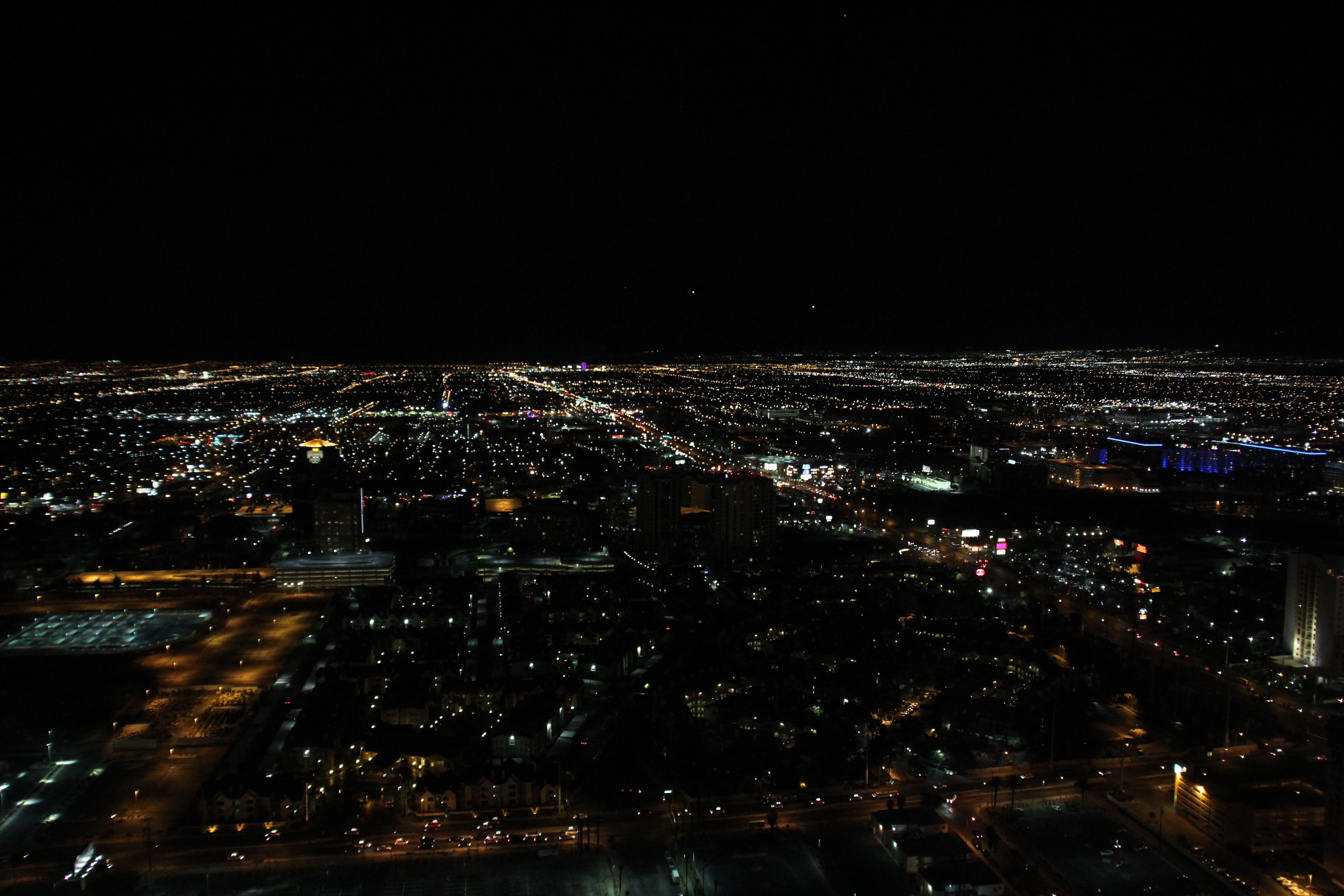
Visão leste do High Roller em 2014
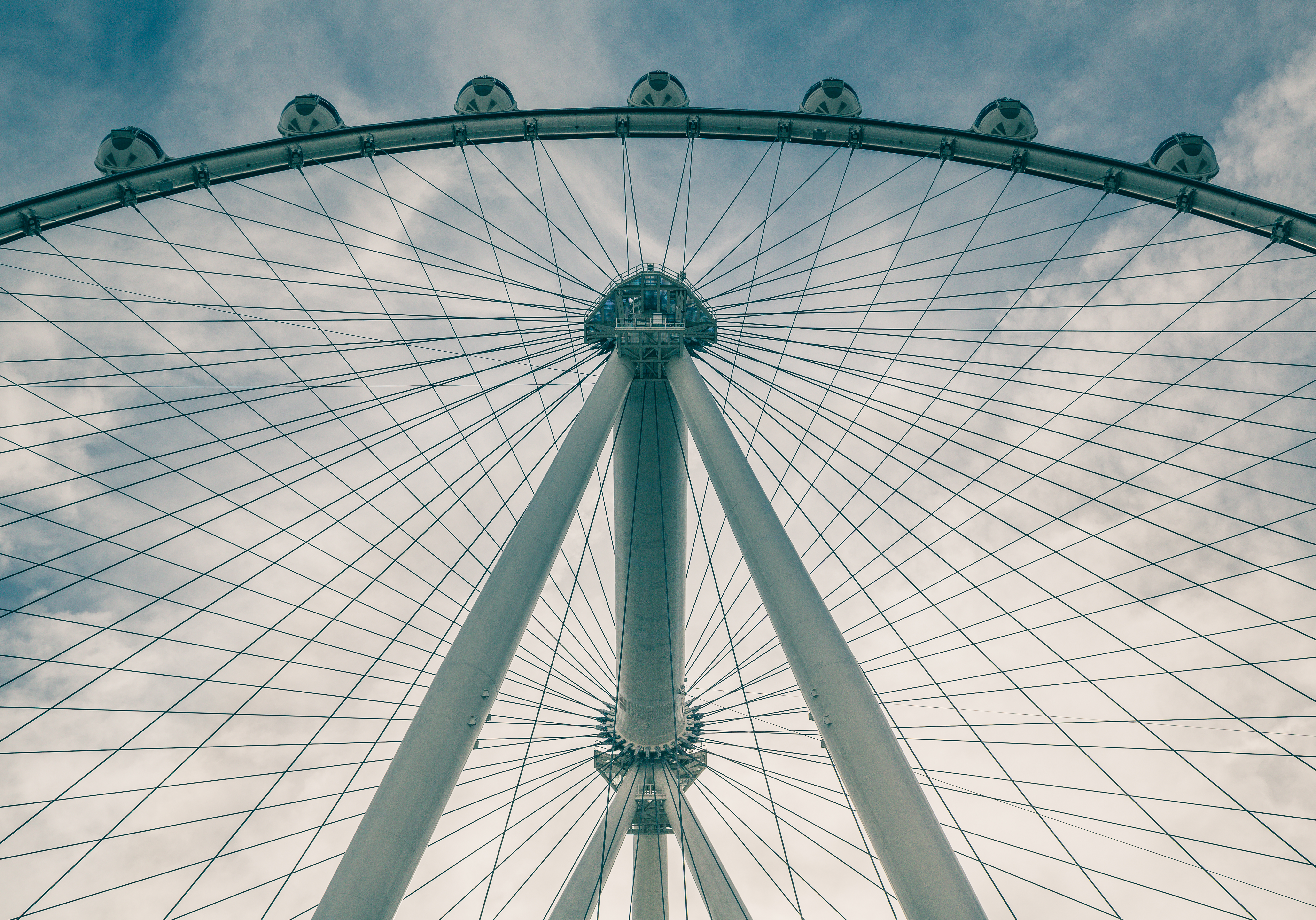
Topo do High Roller visto de sua base em 2015